# Maromme
Maromme là một xã thuộc tỉnh Seine-Maritime trong vùng Normandie miền bắc nước Pháp.

## Huy hiệu
| Arms of Maromme | The arms of Maromme are blazoned: Per bend sinister 1: Gules, a beehive Or issuant from the line of partition(?); 2: Or, 3 chimneys issuant from 4 factory roofs gules; and on a chief vert, 3 bees Or. |

## Dân số
| 1962                                 | 1968   | 1975   | 1982   | 1990   | 1999   | 2006   |
| ------------------------------------ | ------ | ------ | ------ | ------ | ------ | ------ |
| 8982                                 | 10,107 | 11,622 | 12,431 | 12,744 | 12,411 | 11,977 |
| Từ năm 1962: Dân số không tính trùng |        |        |        |        |        |        |

## Thành phố kết nghĩa
- Norderstedt, Đức
- Signa, Ý
- Binche, Bỉ
- Oadby and Wigston, Anh